# Poix-du-Nord
Poix-du-Nord település Franciaországban, Nord megyében. Lakosainak száma 2156 fő (2022. január 1.). Poix-du-Nord Louvignies-Quesnoy, Salesches, Vendegies-au-Bois, Bousies, Englefontaine, Hecq, Neuville-en-Avesnois, Preux-au-Bois és Robersart községekkel határos.
Érdekesség, hogy 1920-ban a legelső hivatalos testvérvárosi kapcsolatot a brit Keighley és Poix-du-Nord városka között alakították ki.[forrás?]

## Népesség
A település népességének változása:
| Lakosok száma | 2179 | 2195 | 2215 | 2203 | 2208 | 2222 | 2224 | 2185 | 2156 |
|               | 2013 | 2015 | 2016 | 2017 | 2018 | 2019 | 2020 | 2021 | 2022 |